# Aguja de Cleopatra (Nueva York)
La Aguja de Cleopatra (en inglés, Cleopatra's Needle) es un monumento situado en la ciudad de Nueva York (Estados Unidos). Es uno de los tres obeliscos egipcios con nombres similares. La estela del siglo XV a. C. se instaló en Central Park, al oeste del Museo Metropolitano de Arte de Manhattan (Estados Unidos), el 22 de febrero de 1881. Fue asegurado en mayo de 1877 por el juez Elbert E. Farman, cónsul general de los Estados Unidos en El Cairo, como un regalo del Jedive para que los Estados Unidos siguieran siendo amistosos neutrales mientras las potencias europeas (Francia y Reino Unido) maniobraban para asegurar el control político del gobierno egipcio. Los costos de transporte fueron pagados en gran parte por el magnate ferroviario William Henry Vanderbilt, el hijo mayor de Cornelius Vanderbilt.
Realizado en granito rojo, el obelisco mide unos 69 pies de alto, pesa alrededor de 200 t, y está inscrito con jeroglíficos. Fue erigido originalmente en la ciudad egipcia de Heliópolis por orden de Thutmosis III, en 1475 a. C. El granito fue traído de las canteras de Asuán cerca de la primera catarata del Nilo. Las inscripciones fueron añadidas unos 200 años después por Ramsés II para conmemorar sus victorias militares. Los obeliscos fueron trasladados a Alejandría y colocados en el Caesareum —un templo construido por Cleopatra en honor a Marco Antonio o Julio César— por los romanos en el año 12 a. C., durante el reinado de Augusto, pero fueron derribados tiempo después. Esto tuvo el efecto fortuito de enterrar las caras y así preservar la mayoría de los jeroglíficos de los efectos de la intemperie.

## Adquisición
La idea original de asegurar un obelisco egipcio para la ciudad de Nueva York provino de los informes del periódico de la ciudad de Nueva York de marzo de 1877 sobre el transporte del obelisco de Londres. Los periódicos atribuyeron erróneamente a John Dixon la propuesta de 1869 del Jedive de Egipto, Ismail Pachá, de dar a los Estados Unidos un obelisco como regalo para aumentar el comercio. Dixon, el contratista que, en 1877, arregló el transporte del obelisco de Londres, negó las cuentas del periódico.
En marzo de 1877, Henry G. Stebbins, comisionado del Departamento de Parques Públicos de la Ciudad de Nueva York, se comprometió a conseguir los fondos para transportar el obelisco a Nueva York. Sin embargo, cuando se le pidió al magnate ferroviario William H. Vanderbilt que encabezara la suscripción, se ofreció a financiar el proyecto con una donación de más de 100 000 dólares (unos 2 544 688 dólares en 2021).
Stebbins luego envió dos cartas de aceptación al Jedive a través del Departamento de Estado, que las remitió al juez Farman en El Cairo. Al darse cuenta de que podría asegurar uno de los dos obeliscos verticales restantes, ya sea el compañero del obelisco de París en Luxor o el compañero de Londres en Alejandría, el juez Farman solicitó formalmente al Jedive en marzo de 1877, y en mayo de 1877 había asegurado el regalo por escrito.: Cap.XIV : Cap.XIV 

## Ubicación
El obelisco se colocó en un sitio oscuro detrás del museo. Henry Honeychurch Gorringe supervisó el movimiento del obelisco, William Henry Hulbert estuvo involucrado en el desarrollo inicial del plan, y Frederic Edwin Church (cofundador del Museo Metropolitano de Arte) y miembro del Departamento de Parques Públicos en New York City, seleccionó el sitio en 1879.
Gorringe escribió: "Para evitar discusiones innecesarias sobre el tema, se decidió mantener el más estricto secreto en cuanto a la ubicación determinada". Señaló que la principal ventaja de Knoll era su "aislamiento" y que era el mejor sitio que se podía encontrar dentro del parque, ya que estaba bastante elevado y los cimientos podían anclarse firmemente en el lecho rocoso, para que Manhattan no sufriera "alguna convulsión violenta". de la naturaleza."

## Transporte

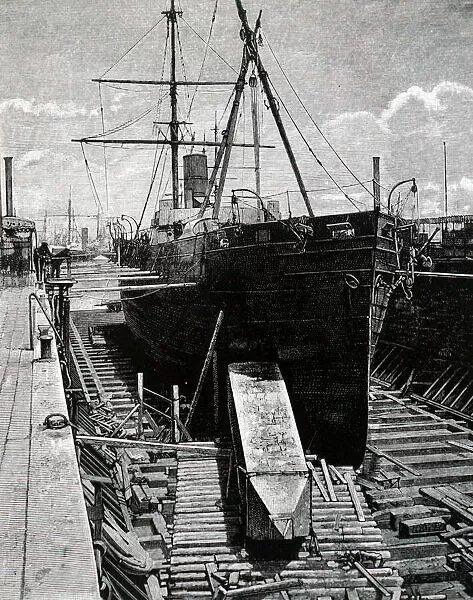
Colocación del obelisco en la Bodega del Vapor Dessoug

La tarea de trasladar el obelisco de Alejandría a Nueva York le fue encomendada a Henry Honychurch Gorringe, un teniente comandante con permiso de la Armada de los Estados Unidos. El obelisco de granito de 200 toneladas primero se desplazó de vertical a horizontal, casi estrellándose contra el suelo en el proceso. En agosto de 1879 el proceso de movimiento fue suspendido por dos meses debido a protestas locales y desafíos legales. Una vez que se resolvieron, el obelisco fue transportado 11 km a Alejandría y luego puesto en la bodega del barco de vapor SS Dessoug, que zarpó el 12 de junio de 1880.: Cap.XVI El Dessoug fue fuertemente modificado con un gran agujero cortado en el lado de estribor de su proa. El obelisco se cargó a través del casco del barco haciéndolo rodar sobre balas de cañón.
Incluso con una hélice rota, el SS Dessoug pudo hacer el viaje a los Estados Unidos. El obelisco y su pedestal de 50 toneladas llegaron a la estación de cuarentena de Nueva York a principios de julio de 1880. Se necesitaron 32 caballos enganchados en parejas para traerlo desde las orillas del East River hasta Central Park. Las rampas y las vías del ferrocarril tuvieron que ser removidas temporalmente y el suelo allanado para que el obelisco pudiera salir rodando del barco, cuyo costado había sido abierto una vez más para ese propósito. El obelisco se llevó por el East River y se transportó a una ubicación temporal en la Quinta Avenida. El tramo final del viaje se hizo empujando el obelisco con una máquina de vapor a través de un puente de caballetes especialmente construido desde la Quinta Avenida hasta su nuevo hogar en Greywacke Knoll, justo al otro lado del camino desde el Museo Metropolitano de Arte. Se necesitaron 112 días para trasladar el obelisco de la Estación de Cuarentena a su lugar de descanso.
Jesse B. Anthony, Gran Maestro de los Masones en el Estado de Nueva York, presidió la colocación de la piedra angular del obelisco con una ceremonia masónica completa el 2 de octubre de 1880. Más de 9000 masones desfilaron por la Quinta Avenida desde la calle 14 hasta la calle 82, y se estimó que más de 50 000 espectadores se alinearon en la ruta del desfile. La bendición fue presentada por R. W. Louis C. Gerstein. El obelisco fue enderezado por una estructura especial construida por Henry Honychurch Gorringe. La ceremonia oficial de erección del obelisco se llevó a cabo el 22 de febrero de 1881.

## Jeroglíficos
La superficie de la piedra está muy desgastada, casi ocultando las filas de jeroglíficos egipcios grabados en todos los lados. Las fotografías tomadas cerca de la época en que se erigió el obelisco en el parque muestran que las inscripciones o jeroglíficos, como se muestra a continuación con traducción,: Cap.XVII todavía eran bastante legibles y datan primero de Thutmosis III y luego, casi 300 años después, de Ramsés II. La piedra había permanecido en el aire limpio y seco del desierto egipcio durante casi 3000 años y había sufrido poca erosión. En poco más de un siglo en el clima de la ciudad de Nueva York, la contaminación y la lluvia ácida han picado fuertemente sus superficies. En 2010, Zahi Hawass envió una carta abierta al presidente de Central Park Conservancy y al alcalde de la ciudad de Nueva York insistiendo en mejorar los esfuerzos de conservación. Si no podían cuidar adecuadamente el obelisco, amenazó con "tomar las medidas necesarias para traer este precioso artefacto a casa y salvarlo de la ruina".

## Objetos enterrados
Una cápsula del tiempo enterrada debajo del obelisco contiene un censo estadounidense de 1870, una Biblia, un diccionario Webster, las obras completas de William Shakespeare, una guía de Egipto y una copia de la Declaración de Independencia de los Estados Unidos. El hombre que organizó la compra y el transporte del obelisco también colocó una pequeña caja en la cápsula, pero se desconoce su contenido.